# Karl Wilhelm Kolbe der Jüngere
Karl Wilhelm Kolbe der Jüngere (* 7. März 1781 in Berlin; † 8. April 1853 ebenda) war ein deutscher Maler.

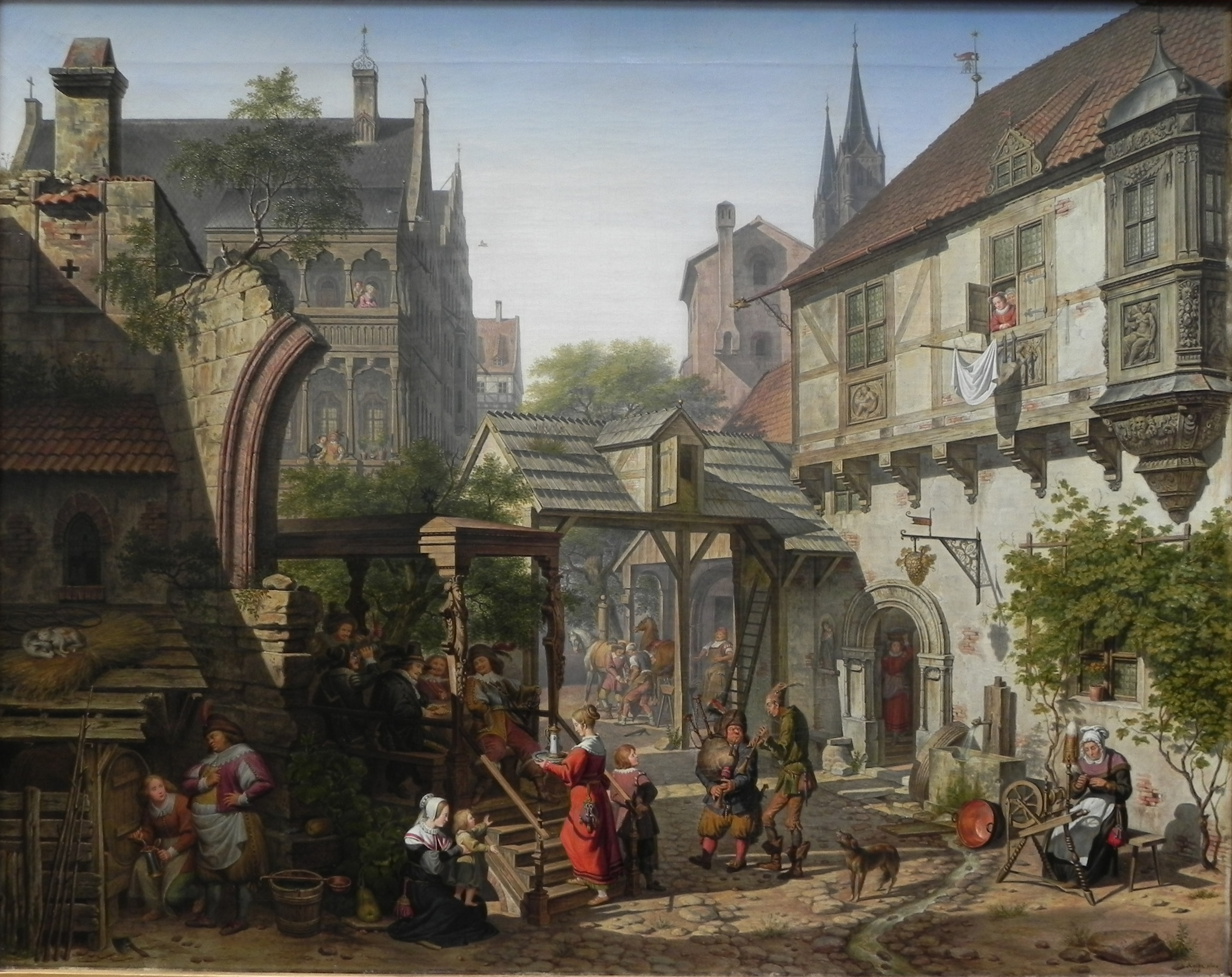
Altdeutsche Straße (1824) Alte Nationalgalerie, Berlin

## Leben
Kolbe, ein Neffe des Kupferstechers Carl Wilhelm Kolbe d. Ä., studierte an der Akademie seiner Heimatstadt Berlin, besonders unter Daniel Chodowiecki. Seine erste große historische Komposition, die Kreidezeichnung Frobens Tod in der Schlacht bei Fehrbellin, gewann 1796 den ersten Preis der Akademie.
In der Ölmalerei wurde er von den niederländischen Malern beeinflusst. Sein großes Gemälde Albrecht Achilles erobert bei Nürnberg eine Fahne (1806) wurde von der Stadt Berlin als Geschenk für die Prinzessin Luise von Preußen bei ihrer Abreise nach Holland gekauft.
Von seinen historischen Darstellungen sind noch zu erwähnen:
- Die Himmelfahrt Christi (1816), für die Schlosskirche zu Potsdam
- Ottos des Großen Schlacht gegen die Ungarn
- Karl V. auf der Flucht
- Barbarossas Leiche bei Antiochia (Berliner Nationalgalerie).

Zu den zehn Glasfenstern im Schloss zu Marienburg hat Kolbe sowohl die Kartons als auch die Farbenskizzen (zwei in der Nationalgalerie zu Berlin) geliefert. Sie stellen die Kämpfe und Siege des Deutschen Ordens dar.
Von 1815 bis 1853 war Kolbe Mitglied der Königlich Preussischen Akademie der Künste zu Berlin und gehörte ab 1846 deren Senat an.